# امل کلونی
امل رمزی کلونی (به انگلیسی: Amal Ramzi Alamuddin) (عربی: أمل علم الدین؛ زادهٔ ۳ فوریهٔ ۱۹۷۸) یک وکیل اهل لبنان است. وی از سال ۲۰۰۰ میلادی تاکنون مشغول فعالیت بوده‌است.
از موکلان وی می‌توان به جولین آسانژ مؤسس ویکی‌لیکس اشاره کرد.

## زندگی خصوصی

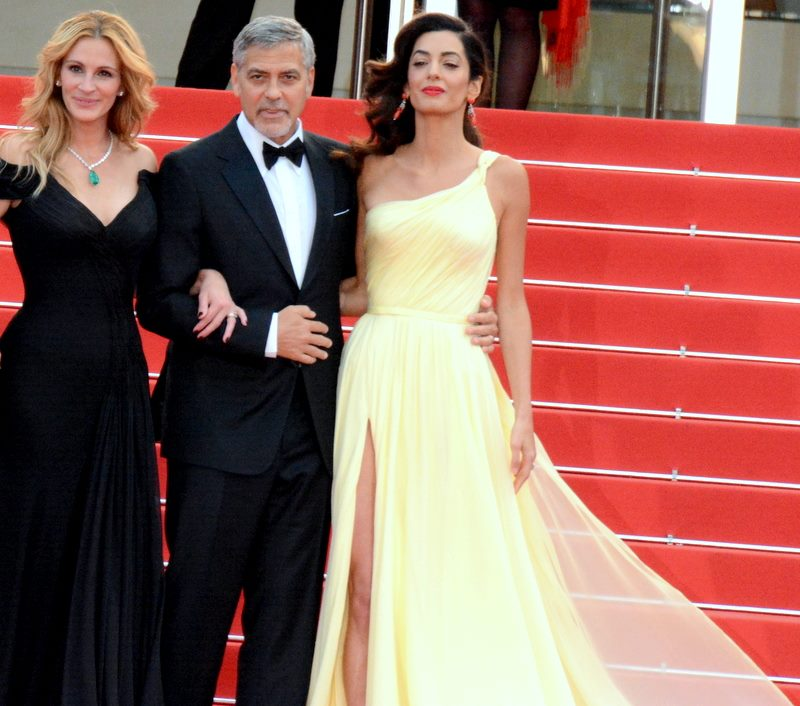
تصویری از نامزدی امل کلونی

در ۲۸ آوریل ۲۰۱۴ امل و جرج کلونی به نامزدی یکدیگر درآمدند و در ۲۶ سپتامبر ۲۰۱۴ در ونیز ایتالیا مراسم عروسی خود را جشن گرفتند.
امل و همسرش جرج کلونی صبح سه‌شنبه ۶ ژوئن ۲۰۱۷ صاحب دختر و پسر دوقلویی با نام‌های الا و الکساندر شدند.